# Ruchome obrazki
Ruchome obrazki (ang. Moving Pictures) – humorystyczna powieść fantasy Terry’ego Pratchetta, wydana w 1990 r. W Polsce książka ukazała się po raz pierwszy w 2000 r. nakładem wydawnictwa Prószyński i S-ka (ISBN 83-7255-511-7). Jest to dziesiąta część długiego cyklu Świat Dysku, zaliczana do podcyklu „biznesowego”.
Historia opowiedziana w tej książce dzieje się w Ankh-Morpork, największym mieście Dysku. Alchemicy (którzy siedzibę swojej gildii wysadzają średnio co miesiąc) odkryli przypadkiem celuloid i zaczęli produkować Ruchome Obrazki. Niedoszły mag Victor i Ginger zostają pierwszymi gwiazdami kina. Gardło Sobie Podrzynam Dibbler wyczuwając wielkie pieniądze przyjeżdża do Świętego Gaju (ang. Holy Wood) – zagłębia Ruchomych Obrazków i zaczyna taśmową produkcję hitów. Nic tak nie cieszy widza jak historia o Victorze, który ryzykując życie ratuje piękną Ginger z rąk dwóch przebranych trolli. Ruchome Obrazki zwracają na Dysk uwagę Stworów z Piekielnych Wymiarów – Cudowny Pies Gaspode musi ratować Świat.